# Blue Trance
Blue Trance - album studyjny polskiej grupy muzycznej SBB. Wydawnictwo ukazało się 25 października 2010 roku nakładem wytwórni muzycznej Metal Mind Productions. Nagrania zostały zarejestrowane w lubrzańskim RecPublica Studios we współpracy z producentem muzycznym Sebastianem Witkowskim. Płyta zadebiutowała na 50. miejscu listy OLiS w Polsce. W ramach promocji do utworu "Los człowieka" został zrealizowany teledysk, który wyreżyserował Dariusz Świtała.

## Lista utworów
Źródło.
1. "Etiuda Trance" - 3:18
2. "Los człowieka" - 4:47
3. "Red Joe" - 6:28
4. "Święto dioni" - 2:51
5. "Szczęście jak na dłoni" - 5:04
6. "Pentatonica" (bonus digipack) - 3:52
7. "Doliny strumieni" - 5:01
8. "Karida Beach" - 4:16
9. "Going Away" (bonus digipack) - 7:38
10. "Blue Trance" - 3:44
11. "Muśnięcie kalimby" - 3:45
12. "Pamięci czas" - 4:39
13. "Coda Trance" - 4:57

## Twórcy
Źródło.
- Józef Skrzek - śpiew, gitara basowa, instrumenty klawiszowe
- Apostolis Anthimos - gitara
- Gabor Nemeth - perkusja, instrumenty perkusyjne